# 千代丸一樹
千代丸 一樹（ちよまる かずき、1991年4月17日 - ）は、鹿児島県志布志市出身で九重部屋所属の現役大相撲力士。本名は木下 一樹（きのした かずき）。身長178.0cm、体重166.0kg。血液型はB型。最高位は東前頭5枚目（2018年3月場所）。同じ九重部屋所属の元小結・千代鳳（13代大山）は実弟。好物はパスタ、モンブラン。

## 経歴
小中学生時代には柔道を経験した他、小学生時代には相撲も並行して習っており、相撲の指導者の子が九重部屋所属の元力士だった縁で志布志市立志布志中学校を卒業後、九重部屋に入門。2007年5月場所で初土俵を踏んだ。同期には旭秀鵬がいる。本人は後年、相撲を取っていなかったら地元で子供たちに柔道を教えていただろうという趣旨のコメントをしている。また、13代九重からは「相撲は強ければお金になるよ」と勧誘の際に口説き文句を受けたといい、13代九重が角界屈指の金持ちであったことから強い説得力を感じたという。
入門後は勝ち越しと負け越しを交互に繰り返す場所が続いていたが、着実に番付を上げ初土俵から約3年半で幕下に昇進した。入門して1年はホームシックにかかっていたなど苦労したため、弟の祐樹（後の千代鳳）には最初「最初はしんどいぞ。お前は高校・大学まで行って柔道を続けた方がいい。考え直せ」と釘を打った。三段目昇進時には四股名を本名の木下から千代丸に変えている。後に明かしたところによると、親は「千代大志」という四股名を考案していたが、14代九重こと千代大海がまだ現役であり「"大"の字を使うのは顔じゃない」と思ったのと、13代九重が「よし、丸いから"千代丸だ"！」と思いついたことから四股名が決まった。2011年4月1日に火事で実家が全焼して以来、千代鳳と共に「2人で頑張って新しい家を建てたい」と動機を見出して精進するようになった。その後も番付を上げ、2012年には幕下上位に定着し、2013年7月場所は東幕下筆頭位で勝ち越しを上げ、場所後の番付編成会議で新十両昇進となり、史上17組目の兄弟関取となった。地元の志布志市からは史上3人目の関取となった(旧志布志町出身の陣岳を史上初とした場合。)。十両に上がるまでには千代鳳の付け人を経験しており、千代丸もこのままではいけないと奮起したことも関取昇進に関係していた。
新関取（新十両）の翌9月場所は7勝8敗と負け越したが、翌11月場所は同じ東十両13枚目に据え置きであった。翌11月場所は9日目に十両で一番乗りとなる勝ち越しを決め、11勝4敗の好成績を残した。この場所では弟の千代鳳が優勝を果たしている。翌2014年1月場所には千代丸が13勝2敗で十両優勝し、史上初の兄弟による十両連続優勝となった。翌3月場所では史上10組目の兄弟幕内力士の誕生となる新入幕を果たした。志布志市からは史上3人目の幕内昇進で、千代丸の新入幕を記念した祝賀会が4月13日に都内のホテルで行われた際「兄弟幕内なんて無理だろうと思っていたら想定外。勝ち越しは無理だろうと思ったら、あれよあれよという感じ。鳳は今度は新小結の可能性があるし、あれよあれよで兄弟大関なんていう想定外を」と抱負を語っていた。新入幕の場所は2日目に前の場所は小結だった妙義龍や、幕内最高優勝経験者の旭天鵬など、上位経験が豊富の実力者相手にも物怖じせず突き押し相撲に徹して、12日目に勝ち越しを決めた。西前頭16枚目の地位で迎えた同年7月場所は8勝7敗と勝ち越し、翌9月場所は東前頭11枚目の地位を得て自己最高位も半枚更新した。しかし9月上旬に千代丸の虫垂炎が発覚し、白血球の数値が平常値の倍以上を記録するなど明らかな不調に悩まされたこともあって、この9月場所は4勝11敗と振るわず、翌11月場所は幕尻となる西前頭16枚目に残留。9月場所が終わるまでは投薬治療を行っていたが、10月の秋巡業を全休して開腹手術を敢行。入院生活を経て福岡入りした後に申し合いを再開。11月場所に際してはおかゆが苦手で病院食をまともに食べられなかったことから入院前より10kg減量して175kgとなるなど怪我の功名ならぬ「病気の功名」に与った様子が伝えられており、この場所を8勝7敗の勝ち越しに終えた。2015年5月場所は3勝12敗の大敗を喫し、翌7月場所は十両に陥落した。
その7月場所は西十両5枚目の地位で9勝6敗と勝ち越し、続く9月場所は西十両筆頭と再入幕がかかる地位を与えられたが、この場所は5日目に1勝しただけで9日目から途中休場した。同年11月場所は東十両14枚目と幕下陥落が見える地位にあり、10日目まで4勝6敗とピンチであったが残りを5連勝して9勝6敗と勝ち越し、関取残留を果たした。2016年は1月場所を怪我で途中休場し、再び十両下位まで番付を下げたが5月場所から3場所連続で勝ち越し、11月場所は東十両筆頭という幕内復帰目前の番付まで戻したが惜しくも負け越し、結局この年は丸1年間十両暮らしだった。
2017年に入ると、3月場所7日目の臥牙丸との取組で太鼓腹をうまく使った相撲を会得して勝ち越したのをきっかけに、あくまで主体は押し相撲としながらも、四つでも相撲を取れるようになったため、同年7月場所で13場所ぶりに幕内に復帰した。この場所は西前頭15枚目の地位で土俵に上がり、9勝6敗と幕内の地位では2年半ぶりの勝ち越し。続く9月場所は西11枚目に番付を上げた。この場所では腹を活かして四つに組む相撲が多く見られ、中盤に星を稼いで9勝と自身初めて幕内の土俵で二場所連続勝ち越しを決めた。自身最高位となる西前頭8枚目で迎えた11月場所は、中盤に黒星を重ねて12日目に負け越しとなったが、そこから3連勝として7勝8敗で終えた。
2018年1月場所は9勝を挙げ、翌3月場所は自己最高位を更新する東前頭5枚目で迎えた。この場所は上位勢を相手に序盤から負けが込み、6勝9敗と負け越したものの9日目に豪栄道、12日目に高安と両大関を破る見せ場を作った。10日目には横綱鶴竜を相手に、自身初となる結びでの土俵を経験した。(結果は寄り切りで千代丸の負けとなった。)。9月場所は西前頭14枚目の地位で6勝9敗（千秋楽は休場して不戦敗）の負け越しで、番付運次第では幕内残留が叶わない状況となった。11月場所は幸運にも西前頭16枚目となんとか幕内に残留。しかし先場所で負った足のケガの影響か全く振るわず、10日目に早くも負け越し。結局、4勝11敗と大敗を喫して十両陥落が濃厚となった。2019年1月場所は西十両6枚目に大きく番付を下げたが、10勝5敗と勝ち越し。西十両筆頭で迎えた3月場所も10勝を挙げ、幕内返り咲きを決めた。5月場所は東前頭13枚目で初日から3連勝と好発進。しかし、4日目に矢後に叩き込まれると、この日から6連敗を喫する。終盤は4連勝と持ち直したが、7勝7敗で迎えた千秋楽に同じく7勝7敗の阿武咲に電車道で押し出されて向こう給金。7月場所は番付が幸運にも据え置かれたが、5勝6敗で迎えた12日目から4連敗。5勝10敗の大敗でわずか2場所で十両に逆戻りすることになった。東十両筆頭の9月場所は一進一退の末、14日目に翔猿を突き出して勝ち越しを決め、再入幕を濃厚にしたが、千秋楽は一山本に叩き込まれて8勝7敗に留まった。返り入幕の九州場所は序盤から好調であり、12日目に佐田の海を電車道で押し出して勝ち越しを決めると、千代丸は「今場所は落ち着いて取れている。今年で一番調子がいいですね」と納得の表情だった。この場所は最終的には9勝を挙げた。
2020年1月場所は不運にも番付が1枚しか上がらず、東前頭12枚目で迎えた。この場所は初日に元大関・琴奨菊を突き出したが、それ以外はあまり見せ場もなく6勝9敗に終わった。3月場所は7日目の石浦戦後の検温で38度6分の発熱を記録し、中日朝には39度7分の高熱を出したため2019新型コロナウイルス感染症対策の観点から休場した。この場所で十両以上の力士が発熱のために休場するのは初めて。日本相撲協会は病院での受診と隔離を指示したという。千代丸の弟で十両の千代鳳は、「昨日は元気だった。今朝は『体はすごく元気だけど熱がある』と言っていた。ちょっと休んだらケロッと土俵に立つと思う」と話した。16日朝には熱が40度に上がり新型コロナウイルス検査を受けたが結果は陰性で、蜂窩織炎であることが明らかになった。17日の朝には37度7分まで熱が下がった。最終的に、7勝6敗2休に終わった。
2021年1月場所は場所直前、同部屋の力士に新型コロナウイルス感染が確認されたことに伴い、千代丸も濃厚接触者に該当する可能性があるとして同場所を全休した。翌3月場所の番付は事情が考慮されて、全休ながら1枚降下に留まった。2023年5月場所は東十両10枚目の地位で6勝9敗であったが、翌7月場所はわずか1枚下降の東十両11枚目の地位を与えられるなど番付運に恵まれた。2023年11月場所は東十両8枚目の地位で4勝7敗4休と幕下陥落も見える成績となったが、2024年1月場所は4枚下降の東十両12枚目の地位を与えられ、十両残留を果たした。
2023年12月25日に長崎県出身で2歳年下の客室乗務員の女性と葛飾区役所へ婚姻届を提出し、翌26日に公表した。2024年1月場所は東十両12枚目の地位で5勝10敗の負け越しを喫し、62場所連続で務めた関取から陥落となった。
東幕下筆頭に落ちた3月場所、3勝3敗からの7番相撲で十両の天空海を倒し勝ち越し、1場所で十両復帰を果たす。
しかし西十両13枚目で迎えた5月場所、初日に欧勝海に勝利した後、4連敗、3連敗、2連敗2回で1度も連勝することなく4勝11敗に終わり、1場所で再び幕下陥落となった。その後幕下で2場所連続勝ち越しにより、ご当所となる11月場所で西十両12枚目となるも初日から12連敗、結局13日目の東白龍戦の勝利のみで1勝14敗に終わり、1場所で幕下再陥落となる。東幕下10枚目で迎えた2025年1月場所は、初日の不戦勝もあり中日時点で3勝1敗だったもののそこから3連敗で負け越し、3月場所は原則1場所では十両復帰が不可能な東幕下16枚目まで番付を落とす。

## 取り口など
弟の千代鳳と概ね同様の突き押しが千代丸の型であるが、立合いからの諸手突きを得意としており弟より若干突き押しに徹した傾向がある。下位時代には反り腰の癖が祟って丸い体型を活かせず突き押しも甘くなりがちであったがそれを解消したことで関取昇進を掴むことができた。また稽古嫌いでもあり、九重からは新十両昇進会見で「自分から稽古をやろうとしない。弟がいたから上がれた」と辛口の評を下され、稽古嫌いであることを明かされた。同じ場にいた千代丸もそれを自覚しており「弟が先に上がって、焦りも負けたくないという気持ちもあった」と千代鳳に対する競争心も語った。2017年13日目の支度場所では幕内で2年半ぶりに勝ち越した要因について「四つ相撲に変えて引く相撲が少なかったから。四つになったら、引きようがない」と自己分析していた。的が小さく、巨腹をあてがいづらい小兵力士には弱く2019年頃になってもその傾向は変わらない。
塩を撒く量は少なく、ソップ型でありながら大量の塩を撒く照強とは好対照である。
2021年2月の協会公式YouTubeチャンネルで測定したところによると千代丸の握力は35kgであり、企画参加者17人中最下位であった(1位は宇良の100kg超、最下位から2番目の松鳳山は54kg)。進行担当の音羽山が思わず本気を疑う測定値であった。

## エピソード
- 新十両を決めた千代丸は、初めての力士会を控えて朝稽古前に千代の国や実弟の千代鳳から、力士会新加入のあいさつだけでなく「君が代とか歌う人が多いよ」など歌や一発芸披露が恒例行事と聞かされていた。だが実際は簡単なあいさつのみ。「本当に朝からずっと緊張しっぱなしでしたよ。稽古も集中できないし、食事ものどを通らなくて何も食べていません。君が代を歌おうとは決めていたのですが、最初に簡単にあいさつしたらそれだけでした。ホッとしたけれど疲れました」とこのドッキリに対する感想を漏らしていた[29]。
  - 千代丸の大師匠にあたる北の富士も新十両を決めた際に兄弟子から「あいさつだけで済むと思ったら大間違い。一曲歌わなきゃいけないんだ。今まで、みんなやってきたんだからさ。お前だけ例外というわけにいかない」とドッキリを仕掛けられたといい、このドッキリはちょうど孫弟子の千代丸まで伝わった形となっている[30]。
- 地元の志布志市で2014年4月29日に開催された「お釈迦まつり」では兄弟揃ってパレードに参加し、昇進を祝われた[31]。
- 2014年8月の北海道巡業3日間においてカップラーメン中心の食生活を送っていた。巡業に参加する力士の食生活がどうしても偏ってしまいがちであることを表すエピソードである[32]。
- 13代九重は千代丸の扱いについて、千代鳳へ「番付を考えろ。千代丸を甘やかすな」と言ってきたため、千代鳳は敢えて千代丸に厳しく接した。しかし2017年5月場所の番付は千代丸が東十両2枚目、千代鳳が東十両9枚目であったため、千代鳳が「丸、飯食べに行く?」とタメ口を使ったところ千代丸は「なに?番付考えろよ」とやり返した[33]。
- 2017年5月31日からはテレビ番組「マツコ&有吉 かりそめ天国」（テレビ朝日系）で、千代丸の笑顔に着目した「千代丸の幸せ顔」がコーナー化されている。9月27日の放送ではスタジオ出演した[34]。
- 2017年9月11日から放送されている東洋水産のカップ麺「QTTA（クッタ）」のCMに九重部屋の力士が出演している。松本人志が差し入れに訪れ、力士がむしゃぶりつく。その中心にいるのが千代丸である。なお、このCMは部屋総出での出演であるが、1番の狙いは千代丸だったという。「自分に連絡がきたんです。スポーツ編を撮りたくて、相撲なら自分だと。最初で最後のＣＭっすね」と千代丸は語っている[35]。
- 2017年秋巡業中に収録された杉岡みどりとのトークライブでは、バス移動の最中に首に巻く枕などのグッズを使って疲労回復に努め、宿に着いてからは温泉に入ったりマッサージや整体を受けたりして体のケアを行っていると語った[36]。
- 2018年夏巡業中、千代丸は日刊スポーツの絵日記企画で出店の食べ物の絵を描いた。子供の頃は地元で祭りが開催されるたびに小遣いを握りしめて出店の食べ物を買い、力士になってからは巡業先の出店で自ら足を運んで買うようになった。2018年の時点でも多い時には付き人の分を合わせて8000円分も買うという[37]。
- 2018年6月30日に松坂屋名古屋店で開催された「大相撲 Oh! SUMO展」のトークショーでは、司会者から名古屋の印象を聞かれると、「毎年思うんですけど…。蒸し暑いです」。真剣な顔つきで至極全うな返答にもなぜか“場”の空気は和んだ。「ちよまるタン」と呼ばれることには「うれしいです」と一端は喜んでおいて「けど、ですよ。本土俵の上で『ちよまるタン』と呼ばれると、おっとっとってなります」と本場所の取組ではさりげなく自粛をお願いした[2]。
- 2019年2月24日放送分の『ジャンクSPORTS』では、「炎鵬と阿炎はソップなので異性として女性に好かれるが、自分はアンコなので力士として好かれる」とモテ方の違いを説明していた[38]。
- 2019年6月7日放送分の『ダウンタウンなう』では自分の恋愛について話した。千代丸は中学時代に彼女がいたといい、その彼女から理由もわからないまま怒りを買った末に別れたという。2人目の彼女は、千代丸が20歳の頃に相撲関係者の紹介で知り合ったが、その女性のネガティブな性格にうんざりして別れたという。2人目の彼女は、千代丸と交際する前に弟の千代鳳にも言いよっていたそうで、兄の気持ちを知っていた弟の千代鳳は「それはダメだよ」と丁重に断った[39]。
- 2020年の第53回NHK福祉大相撲で千代丸と同い年かつ同郷の柏木由紀（AKB48）との共演を果たした[40]。
- カレーが好物だが、カレーとご飯が別々になったものでないと受け付けない。そのため、カレーとご飯が接触し合っているカレーライスの形で出すカレーチェーン店には行かない。辛いカレー、スープカレーも駄目で、理想はバーモントカレーの甘口。コンビニのカレーをよく食べる。また、炊き立てのご飯が苦手で炊飯器で長く保温したご飯が好み[41]。
- 2020年6月に公開された相撲協会公式YouTubeチャンネルの動画ではステイホーム中の過ごし方として映画・ドラマ鑑賞を挙げている。映画は『96時間』、『ジョン・ウィック』、ドラマは『恋はつづくよどこまでも』がお気に入り[4]。
- 2021年11月場所3日目のABEMA大相撲中継で、解説の大岩戸が現役時代の取組で経験した千代丸の感触を「パンパンに張ったバランスボールみたいな。バランスボールは押しにくいですからね」と、千代丸のお腹が硬いバランスボールにも似た感触であることを明かした[42]。
- 協会公式プロフィールによると、好きな歌手はAI、清水翔太である。好物はパスタ、カツカレー。趣味は映画・ドラマ鑑賞。好きなYouTuberはラファエル、ヒカル[43]。

## 主な成績
2025年7月場所終了現在

### 通算成績
- 通算成績：604勝613敗44休（108場所）
- 幕内成績：201勝262敗2休（31場所）

### 各段優勝
- 十両優勝：1回（2014年1月場所）

### 場所別成績
| | 一月場所 初場所（東京） | 三月場所 春場所（大阪） | 五月場所 夏場所（東京） | 七月場所 名古屋場所（愛知） | 九月場所 秋場所（東京） | 十一月場所 九州場所（福岡） |
| --- | ----------------------- | ----------------------- | ----------------------- | --------------------------- | ----------------------- | --------------------------- |
| 2007年 （平成19年） | x                       | x                       | （前相撲）              | 東序ノ口36枚目 4–3          | 東序二段127枚目 0–1–6   | 東序ノ口32枚目 4–2–1        |
| 2008年 （平成20年） | 西序二段114枚目 3–4     | 西序二段117枚目 5–2     | 西序二段67枚目 3–4      | 西序二段86枚目 3–4          | 東序二段110枚目 5–2     | 東序二段52枚目 5–2          |
| 2009年 （平成21年） | 東序二段15枚目 5–2      | 西三段目81枚目 4–3      | 西三段目61枚目 3–4      | 東三段目80枚目 5–2          | 東三段目51枚目 5–2      | 東三段目26枚目 2–5          |
| 2010年 （平成22年） | 東三段目54枚目 5–2      | 東三段目26枚目 4–3      | 西三段目14枚目 3–4      | 西三段目30枚目 4–3          | 西三段目15枚目 5–2      | 東幕下54枚目 3–4            |
| 2011年 （平成23年） | 西三段目7枚目 4–3       | 八百長問題 により中止   | 東幕下57枚目 5–2        | 東幕下28枚目 4–3            | 東幕下21枚目 5–2        | 東幕下13枚目 2–5            |
| 2012年 （平成24年） | 東幕下24枚目 5–2        | 東幕下14枚目 4–3        | 東幕下10枚目 4–3        | 東幕下8枚目 0–1–6           | 西幕下48枚目 6–1        | 西幕下21枚目 6–1            |
| 2013年 （平成25年） | 西幕下8枚目 5–2         | 西幕下2枚目 3–4         | 東幕下5枚目 5–2         | 東幕下筆頭 4–3              | 東十両13枚目 7–8        | 東十両13枚目 11–4           |
| 2014年 （平成26年） | 東十両6枚目 優勝 13–2   | 東前頭12枚目 8–7        | 西前頭11枚目 5–10       | 西前頭16枚目 8–7            | 東前頭11枚目 4–11       | 西前頭16枚目 8–7            |
| 2015年 （平成27年） | 西前頭14枚目 7–8        | 西前頭16枚目 8–7        | 西前頭13枚目 3–12       | 西十両5枚目 9–6             | 西十両筆頭 1–8–6        | 東十両14枚目 9–6            |
| 2016年 （平成28年） | 西十両7枚目 5–6–4       | 西十両11枚目 7–8        | 東十両12枚目 9–6        | 東十両9枚目 10–5            | 東十両5枚目 8–7         | 東十両筆頭 6–9              |
| 2017年 （平成29年） | 西十両3枚目 7–8         | 東十両4枚目 8–7         | 東十両2枚目 9–6         | 西前頭15枚目 9–6            | 西前頭11枚目 9–6        | 西前頭8枚目 7–8             |
| 2018年 （平成30年） | 西前頭9枚目 9–6         | 東前頭5枚目 6–9         | 西前頭7枚目 5–10        | 東前頭10枚目 5–10           | 西前頭14枚目 6–9        | 西前頭16枚目 4–11           |
| 2019年 （平成31年 /令和元年） | 西十両6枚目 10–5        | 西十両筆頭 10–5         | 東前頭13枚目 7–8        | 東前頭13枚目 5–10           | 東十両筆頭 8–7          | 東前頭13枚目 9–6            |
| 2020年 （令和2年） | 西前頭12枚目 6–9        | 西前頭15枚目 7–6–2      | 感染症拡大 により中止   | 西前頭15枚目 4–11           | 西十両3枚目 7–8         | 東十両4枚目 8–7             |
| 2021年 （令和3年） | 東十両2枚目 休場 0–0–15 | 東十両3枚目 9–6         | 西前頭16枚目 8–7        | 東前頭13枚目 6–9            | 東前頭16枚目 8–7        | 東前頭15枚目 8–7            |
| 2022年 （令和4年） | 東前頭13枚目 7–8        | 東前頭13枚目 5–10       | 東十両筆頭 8–7          | 西前頭17枚目 6–9            | 西十両筆頭 7–8          | 西十両筆頭 8–7              |
| 2023年 （令和5年） | 西前頭16枚目 4–11       | 東十両4枚目 4–11        | 東十両10枚目 6–9        | 東十両11枚目 8–7            | 東十両10枚目 8–7        | 東十両8枚目 4–7–4           |
| 2024年 （令和6年） | 東十両12枚目 5–10       | 東幕下筆頭 4–3          | 西十両13枚目 4–11       | 東幕下6枚目 4–3             | 西幕下3枚目 5–2         | 西十両11枚目 1–14           |
| 2025年 （令和7年） | 東幕下10枚目 3–4        | 東幕下16枚目 4–3        | 東幕下11枚目 3–4        | 西幕下16枚目 4–3            | x                       | x                           |
| 各欄の数字は、「勝ち-負け-休場」を示す。 優勝 引退 休場 十両 幕下 三賞：敢=敢闘賞、殊=殊勲賞、技=技能賞 その他：★=金星 番付階級：幕内 - 十両 - 幕下 - 三段目 - 序二段 - 序ノ口 幕内序列：横綱 - 大関 - 関脇 - 小結 - 前頭（「#数字」は各位内の序列） |                         |                         |                         |                             |                         |                             |

## 合い口
2025年7月場所終了現在
- 大関・琴櫻には2勝3敗。いずれも琴櫻の大関昇進前の対戦である。
- 元大関・朝乃山には3勝1敗。いずれも朝乃山の大関昇進前の対戦である。
- 元大関・正代には2勝1敗。いずれも正代の大関昇進前の対戦である。
- 元大関・髙安には1勝2敗。髙安の大関在位中は1勝。
- 元大関・御嶽海には1勝。御嶽海の大関昇進前の対戦である。
- 元大関・霧島には2敗。霧島の大関昇進前の対戦である。

(以下は引退力士)
- 元横綱・照ノ富士には1勝2敗。
- 元横綱・鶴竜には1敗。
- 元大関・琴奨菊には2勝2敗。いずれも琴奨菊の大関陥落後の対戦である。
- 元大関・豪栄道には1勝。
- 元大関・栃ノ心には3勝6敗。いずれも栃ノ心の大関昇進前・陥落後の対戦である。
- 元大関・貴景勝には1勝1敗。いずれも貴景勝の大関昇進前の対戦である。

### 幕内対戦成績
| 力士名   | 勝数 | 負数 | 力士名   | 勝数 | 負数 | 力士名     | 勝数 | 負数 | 力士名   | 勝数 | 負数 |
| -------- | ---- | ---- | -------- | ---- | ---- | ---------- | ---- | ---- | -------- | ---- | ---- |
| 碧山     | 3    | 5    | 明瀬山   | 1    | 0    | 天空海     | 3    | 1    | 朝乃山   | 3    | 1    |
| 東龍     | 4    | 1    | 阿炎     | 1    | 2    | 安美錦     | 1    | 1    | 阿夢露   | 0    | 3    |
| 荒鷲     | 4    | 6    | 勢       | 5    | 2    | 石浦       | 6    | 7    | 逸ノ城   | 0    | 1    |
| 一山本   | 2    | 3    | 宇良     | 2    | 2    | 遠藤       | 1    | 6    | 炎鵬     | 2    | 1    |
| 阿武咲   | 0    | 7    | 王鵬     | 2    | 1    | 大砂嵐     | 0    | 3    | 隠岐の海 | 6(1) | 4    |
| 魁聖     | 6    | 5    | 臥牙丸   | 2    | 2    | 鏡桜       | 2    | 1    | 輝       | 6    | 6    |
| 鶴竜     | 0    | 1    | 北太樹   | 3    | 2    | 旭秀鵬     | 2    | 3    | 旭大星   | 2(1) | 1    |
| 旭天鵬   | 4    | 4    | 霧馬山   | 0    | 2    | 豪栄道     | 1    | 0    | 荒篤山   | 0    | 1    |
| 琴恵光   | 5    | 4    | 琴ノ若   | 2    | 3    | 琴奨菊     | 2    | 2    | 琴勝峰   | 0    | 3    |
| 琴勇輝   | 3    | 5    | 佐田の海 | 11   | 6    | 佐田の富士 | 1    | 4    | 里山     | 1    | 0    |
| 志摩ノ海 | 4    | 3    | 常幸龍   | 2    | 3    | 正代       | 2    | 1    | 松鳳山   | 2    | 6    |
| 蒼国来   | 3    | 5    | 大奄美   | 2(1) | 6    | 大栄翔     | 4    | 3    | 大翔鵬   | 1    | 2    |
| 大翔丸   | 2    | 5    | 貴景勝   | 1    | 1    | 貴源治     | 1    | 0    | 貴ノ岩   | 3    | 3    |
| 隆の勝   | 2    | 2    | 髙安     | 1    | 2    | 宝富士     | 1    | 11   | 豪風     | 3    | 2    |
| 玉鷲     | 2    | 5    | 剣翔     | 3    | 6    | 照強       | 3    | 8    | 照ノ富士 | 1    | 2    |
| 時天空   | 4    | 0    | 德勝龍   | 7    | 2    | 栃煌山     | 2    | 6    | 栃ノ心   | 3    | 6    |
| 友風     | 1    | 0    | 豊ノ島   | 1    | 2    | 豊響       | 2    | 4    | 錦木     | 2    | 8    |
| 錦富士   | 0    | 1    | 英乃海   | 1    | 1    | 富士東     | 1    | 0    | 豊真将   | 0    | 1    |
| 北勝富士 | 0    | 4    | 誉富士   | 1    | 1    | 舛ノ山     | 2    | 0    | 御嶽海   | 1    | 0    |
| 水戸龍   | 1    | 0    | 翠富士   | 1    | 0    | 妙義龍     | 4    | 6    | 明生     | 1    | 4(1) |
| 矢後     | 0    | 2    | 豊山     | 5    | 5    | 嘉風       | 3    | 4    | 竜電     | 1    | 3    |
| 若隆景   | 0    | 3    | 若元春   | 1    | 0    |            |      |      |          |      |      |

(カッコ内は勝数、負数の中に占める不戦勝、不戦敗の数。太字は2025年7月場所終了現在、現役力士)

## 改名歴
- 木下 一樹（きのした かずき） 2007年5月場所 - 2009年1月場所
- 千代丸 一樹（ちよまる -） 2009年3月場所 -

## ギャラリー

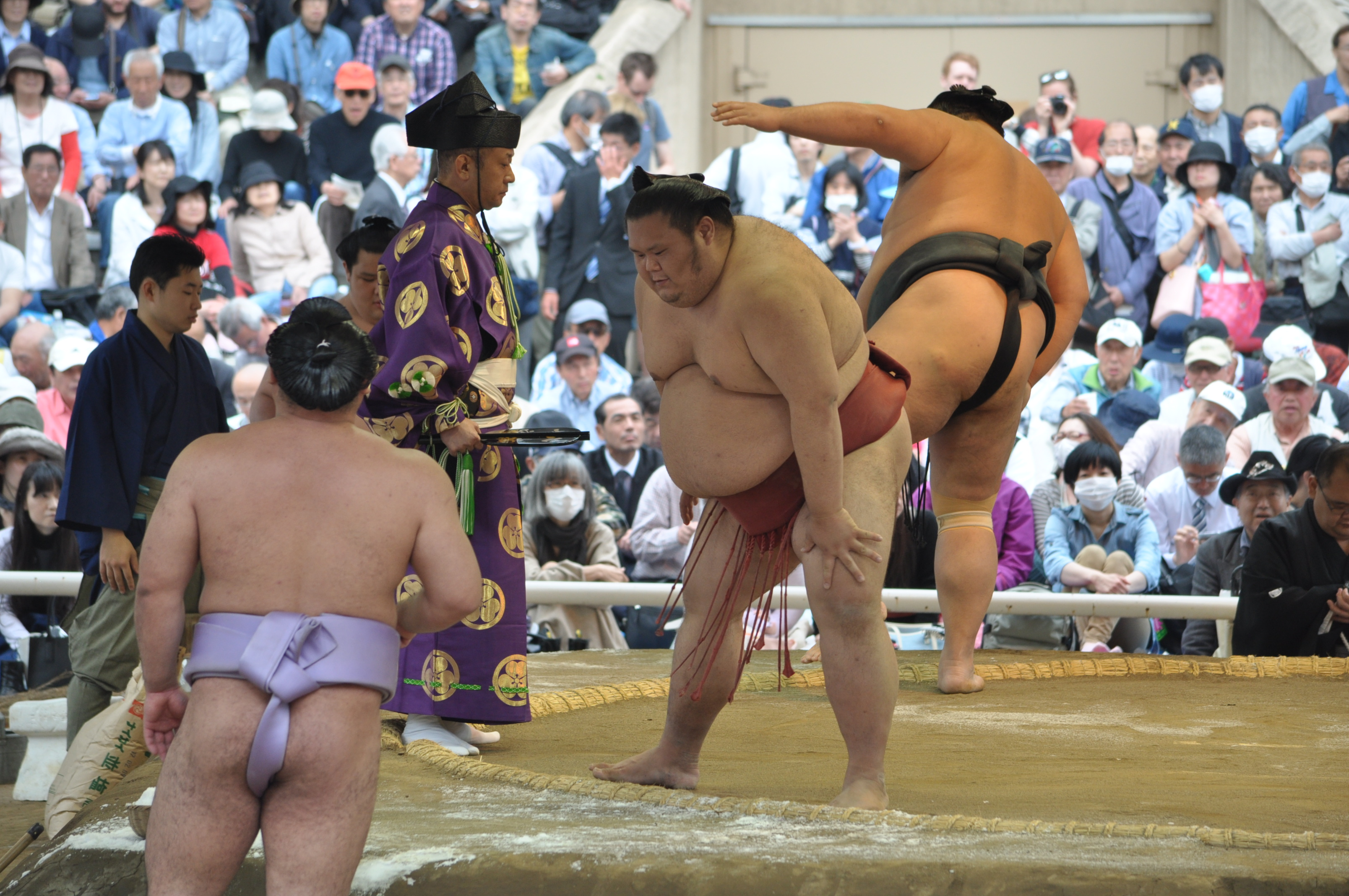
靖国神社奉納大相撲 千代丸関の相手は豊響関（2017年4月17日撮影）